# Liste d'élections nationales en 2018
Chronologie des élections nationales
- 2014
- 2015
- 2016
- 2017
- 2018
- 2019
- 2020
- 2021
- 2022

Cette liste recense les élections nationales organisées durant l'année 2018. Elle inclut les élections présidentielles et parlementaires, ainsi que les référendums, dans les États souverains ou sécessionnistes,.
Les élections infra-nationales (territoriales, régionales, municipales,...) sont répertoriées dans la liste d'élections infranationales en 2018.

## Commentaires généraux
L'année est notamment marquée par l'arrivée ou le maintien au pouvoir de partis et de dirigeants issus de la droite populiste. En Italie, à l'issue des élections législatives du mois de mars, Giuseppe Conte devient président du Conseil (Premier ministre) en formant un gouvernement de coalition populiste rassemblant le Mouvement 5 étoiles et la Ligue. Au Brésil, le candidat d'opposition d'extrême-droite Jair Bolsonaro remporte l'élection présidentielle en octobre face à des partis de centre-gauche et de centre-droit discrédités. En Hongrie, la coalition de partis de droite populistes et national-conservateurs menée par le Premier ministre Viktor Orbán remporte une large victoire aux élections législatives en avril. En Turquie, le président de droite autoritaire, Recep Erdoğan, remporte l'élection présidentielle en juin. Dans le même temps, son Parti de la justice et du développement (droite islamique et populiste) conserve la majorité absolue au Parlement à l'issue des élections législatives, grâce à son alliance avec le Parti d'action nationaliste (extrême-droite ultranationaliste). En Colombie, Iván Duque, le candidat de la droite populiste, remporte l'élection présidentielle en juin. Au Pakistan, Imran Khan, figure d'opposition de centre-droit populiste, devient Premier ministre à l'issue des élections législatives en juillet.
Des gouvernements autoritaires de diverses natures se maintiennent également au pouvoir au moyen d'élections en 2018. En Russie, Vladimir Poutine (Russie unie : centre droit), à la tête du pays comme président ou comme Premier ministre depuis 1999, est très largement réélu président de la République en mars. En Égypte, régime autoritaire, les candidatures d'opposition sont empêchées à l'élection présidentielle du mois de mars, et le président Abdel Fattah al-Sissi (sans étiquette) est réélu avec plus de 97 % des voix. Au Venezuela, soumis à un régime autoritaire et en proie à une grave crise économique, sanitaire et sécuritaire, la principale coalition d'opposition boycotte l'élection présidentielle en mai. Le président Nicolás Maduro (Parti socialiste unifié : gauche) est largement réélu. À Cuba, État à parti unique, Raúl Castro quitte sa fonction de chef de l'État et du gouvernement à l'issue des élections législatives en mars. Le Parlement élit Miguel Díaz-Canel à sa succession. C'est la première fois depuis la Révolution de 1959 qu'un membre de la famille Castro n'est pas chef de l'État.
Au Zimbabwe, le vieux dictateur Robert Mugabe, au pouvoir depuis 1980, a été contraint par l'armée de démissionner en novembre 2017, et remplacé par son ancien vice-président Emmerson Mnangagwa. Celui-ci remporte les élections présidentielle et législatives en juillet.
Ailleurs, certains pays connaissent une victoire marquante de candidats et de partis d'opposition. En Malaisie, le Front national (droite), au pouvoir depuis l'indépendance du pays en 1957, est battu, affaibli par des affaires de corruption. L'Alliance de l'espoir (coalition de partis principalement de centre-gauche, progressistes et sociaux-libéraux) remporte de peu la majorité absolue des sièges. Mahathir Mohamad devient Premier ministre, à l'âge de 92 ans. Au Mexique, le candidat d'opposition de gauche Andrés López et la coalition qu'il emmène remportent les élections présidentielle et législatives en juillet. Aux Maldives, le régime autoritaire de droite islamiste d'Abdulla Yameen perd l'élection présidentielle en septembre, malgré la répression contre l'opposition ; Ibrahim Solih (Parti démocrate : centriste, laïc) est élu président de la République.

Carte du monde indiquant les pays organisant des élections ou des référendums nationaux :
Présidentielle
Législatives
Présidentielle et législatives
Référendum
Présidentielle et référendum
Législatives et référendum
Présidentielle, législatives et référendum
Présidentielle, législatives et judiciaires

## Par mois

### Janvier
| Date                   | Pays                    | Élections      | Contexte                                        | Résultats |
| ---------------------- | ----------------------- | -------------- | ----------------------------------------------- | --- |
| 7 janvier              | Chypre du Nord (Chypre) | Législatives   | État sécessionniste turc de Chypre depuis 1983. | Parlement sans majorité. Le Parti de l'unité nationale (droite, opposition) obtient la majorité relative des sièges, mais ne parvient pas à former un gouvernement. Le Parti républicain (social-démocrate), arrivé deuxième, conserve ainsi la direction du gouvernement, formant une coalition avec le Parti populaire (centriste), le Parti de la démocratie socialiste (social-démocrate) et le Parti démocrate (centre-droit). Tufan Erhürman (Parti républicain) devient Premier ministre. |
| 12-13 et 26-27 janvier | Tchéquie                | Présidentielle |                                                 | Le président Miloš Zeman (indépendant, centre-gauche) est réélu au second tour avec 51,4 % des voix face à Jiří Drahoš (sans étiquette, centre-droit). |
| 28 janvier             | Finlande                | Présidentielle |                                                 | Le président Sauli Niinistö (indépendant, centre-droit) est réélu dès le premier tour avec 62,7 % des voix face à sept autres candidats, dont notamment Pekka Haavisto (Ligue verte : centre-gauche écologiste), arrivé deuxième avec 12,4 % des suffrages. |
| 28 janvier             | Chypre                  | Présidentielle | 1er tour                                        | Le président sortant Níkos Anastasiádis (DISY, droite) arrive en tête du premier tour avec 35,51 % des voix face à Stávros Malás (AKEL, gauche radicale). Les deux candidats s'affrontent au second tour le 4 février. |

### Février
| Date       | Pays       | Élections      | Contexte | Résultats |
| ---------- | ---------- | -------------- | --- | --- |
| 4 février  | Chypre     | Présidentielle | 2d tour | Le président en exercice Níkos Anastasiádis (Rassemblement démocrate : centre-droit) est réélu avec 56,0 % des suffrages face à Stávros Malás (Parti progressiste des travailleurs : communiste). |
| 4 février  | Costa Rica | Présidentielle | 1er tour de la présidentielle. | Le candidat du Parti de la restauration nationale arrive ainsi en tête de la présidentielle, face à celui du Parti d'action citoyenne (gauche), tandis que le Parti de la libération nationale échoue pour la première fois à qualifier un candidat pour le second tour. |
| 4 février  | Costa Rica | Législatives   | Tour unique des législatives. | Parlement sans majorité. Le Parti de la libération nationale (droite conservatrice et néo-libérale) conserve la majorité relative avec près de 30 % des sièges, talonné par le Parti de la restauration nationale (droite conservatrice chrétienne évangélique), qui effectue une percée. |
| 4 février  | Équateur   | Référendum     | La population est amenée à se prononcer sur sept questions, toutes à l'initiative du gouvernement, dont cinq visant à modifier la constitution et deux autres portant sur des lois ordinaires. | Les citoyens approuvent à plus de 60 % chacune des mesures proposées. Ainsi la proposition d'inéligibilité de toute personne coupable de corruption est approuvée. Comme le souhaitait le président Lenín Moreno, les citoyens approuvent l'impossibilité pour un élu d'exercer plus de deux mandats, même non-consécutifs. Ils approuvent l'interdiction de l'extraction minière dans les réserves naturelles et autres zones protégées. La proposition d'initiative populaire d'accroître les zones protégées interdites à l'exploitation du pétrole est également approuvée. |
| 7 février  | Bangladesh | Présidentielle | Scrutin indirect. | Seul candidat en lice, le président sortant Abdul Hamid est déclaré élu en l'absence d'opposants. |
| 7 février  | Népal      | Sénatoriales   | Premières élections de la chambre haute népalaise nouvellement créée. Scrutin indirect. | La coalition de gauche du Parti communiste marxiste-léniniste unifié (centre-gauche, malgré son nom) et du Parti communiste maoïste unifié (extrême-gauche) obtient la majorité à la chambre haute avec 39 sièges sur les 56 élus. |
| 11 février | Monaco     | Législatives   | | Alternance. La liste Priorité Monaco (centre à centre-droit) de Stéphane Valeri l'emporte avec 57 % des voix et 21 sièges sur 24. |
| 23 février | Djibouti   | Législatives   | | L'Union pour la majorité présidentielle (centre-gauche) conserve la très large majorité des sièges. |
| 25 février | Cambodge   | Sénatoriales   | 2 membres sont nommés par le roi, 2 autres par l'assemblée nationale. Les autres sont élus au scrutin indirect par les conseillers municipaux.                                                 | Le principal parti d'opposition ayant été dissout, le parti du peuple remporte la totalité des sièges élus par les conseillers municipaux, tandis que l'assemblée élit 2 sénateurs du Front uni national pour un Cambodge indépendant, neutre, pacifique et coopératif. Le roi nomme quant à lui les princesses royales Norodom Arunrasmy et Oum Somanin. |

### Mars
| Date          | Pays               | Élections         | Contexte | Résultats |
| ------------- | ------------------ | ----------------- | --- | --- |
| 2 mars        | Arménie            | Présidentielle    | Première présidentielle au suffrage universel indirect à la suite du référendum constitutionnel de 2015. La constitution interdit au président sortant Serge Sargsian (Parti républicain : droit national-conservatrice) de se représenter.                              | Armen Sarkissian (sans étiquette mais soutenu notamment par le Parti républicain) se présente sans opposition et est élu dès le premier tour avec 90 voix sur 101 votants. |
| 3 mars        | Pakistan           | Sénatoriales (en) | Élections indirectes. Renouvellement de la moitié des sièges. | Sénat sans majorité. La Ligue musulmane (N) (centre droit conservateur, libéral en économie), parti au pouvoir, arrivé deuxième des dernières sénatoriales mais ayant remporté les législatives organisées la même année, devient le premier parti au Sénat avec près d'un tiers des sièges. |
| 4 mars        | Italie             | Parlementaires    | | Parlement sans majorité. À la Chambre des députés, le Mouvement 5 étoiles (populiste, attrape-tout) obtient un peu plus d'un tiers des sièges, plus que tout autre parti. Il est toutefois devancé par la « Coalition de centre droit » (alliance de partis allant du centre-droit libéral à la droite national-conservatrice), qui obtient un siège sur quatre. La Ligue (droite à extrême droite, nationaliste) devient le principal parti de la coalition de droite. Le Parti démocrate (centre-gauche social-libéral et chrétien) du Premier ministre sortant Paolo Gentiloni obtient moins d'un siège sur cinq, perdant 60 % de ses sièges. Les résultats sont similaires au Sénat, où le Mouvement 5 étoiles arrive en tête avec un peu plus d'un tiers des sièges, devançant tout autre parti mais devancé par la coalition des partis de droite (43 % des sièges). Ce n'est que début juin qu'un gouvernement est enfin formé : une coalition populiste du Mouvement 5 étoiles et de la Ligue du Nord, avec pour président du Conseil (Premier ministre) Giuseppe Conte, juriste sans étiquette partisane. |
| 4 mars        | Salvador           | Législatives      | | Parlement sans majorité. L'Alliance républicaine nationaliste (droite conservatrice et néolibérale) conserve sa majorité relative avec 44 % des sièges. |
| 4 mars        | Suisse             | Référendums       | Deux référendums sont soumis à la votation. | Le projet de nouveau régime financier est approuvé. Rejet de la fin de la redevance audiovisuelle. |
| 7 mars        | Sierra Leone       | Présidentielle    | 1er tour de la présidentielle (le 2d tour se tient le 31 mars). | |
| 7 mars        | Sierra Leone       | Législatives      | Tour unique des législatives. | Parlement sans majorité. Le parti Congrès de tout le peuple (centre-gauche à gauche) perd la majorité absolue des sièges mais conserve la majorité relative, avec un peu moins de la moitié des sièges. |
| 11 mars       | Colombie           | Législatives      | | Congrès sans majorité. Le Parti libéral (centre-gauche social-libéral) obtient la majorité relative à la Chambre des représentants avec un cinquième des sièges, tandis que le parti Centre démocratique (droite populiste à extrême-droite, uribiste) obtient la majorité relative au Sénat avec moins d'un siège sur cinq. |
| 11 mars       | Cuba               | Législatives      | Cuba est un État à parti unique. Les électeurs sont appelés à voter pour ou contre les candidats approuvés par la Commission nationale des candidatures. Il y a autant de candidats que de sièges à pourvoir, la plupart des circonscriptions élisant plusieurs députés. | L'ensemble des candidats sont élus, 94,4 % des votants ayant déposé un bulletin favorable à au moins l'un des candidats dans leur circonscription. Miguel Díaz-Canel (Parti communiste) est élu Président du Conseil d'État et du conseil des ministres par la nouvelle Assemblée. Il prend ses fonctions le 19 avril. C'est la première fois depuis la Révolution de 1959 qu'un membre de la famille Castro n'est pas chef de l'État. |
| 13 mars       | Népal              | Présidentielle    | Marque la fin de la décennie de transition post-révolutionnaire ayant suivi le renversement de la monarchie en 2008. Élection au scrutin indirect. | La présidente Bidya Devi Bhandari (Parti communiste (marxiste-léniniste unifié), centre-gauche, malgré son nom), est réélue avec les suffrages de 75,9 % du collège électoral, face à son unique adversaire Kumari Laxmi Rai (parti du Congrès népalais, centre à centre-gauche). |
| 13 mars       | Grenade            | Législatives      | | Avec 58,9 % des voix, le Nouveau Parti national (conservateur) du Premier ministre Keith Mitchell bénéficie du mode de scrutin uninominal majoritaire à un tour et conserve la totalité des quinze sièges au Parlement. |
| 18 mars       | Russie             | Présidentielle    | | Vladimir Poutine (Russie unie : droite libéral-conservatrice) est réélu dès le premier tour avec 76,7 % des voix, face à sept autres candidats. Pavel Groudinine (Parti communiste : marxiste-léniniste, nationaliste), arrivé deuxième, obtient 12,0 % des voix. |
| 21 mars       | Pays-Bas           | Référendum        | Référendum d'origine populaire portant sur une loi de surveillance. | 49,44 % des votants rejette le texte contre 46,53 % pour et 4,03 % votes blancs, pour un taux de participation de 51,54 % |
| 21 mars       | Antigua-et-Barbuda | Législatives      | Élections anticipées. | Le Parti travailliste (centre-gauche) conserve la majorité absolue des sièges. Gaston Browne demeure Premier ministre. |
| 24 mars       | Côte d'Ivoire      | Sénatoriales      | Élections indirectes. | L'opposition ayant boycotté le scrutin, la coalition au pouvoir Rassemblement des houphouëtistes pour la démocratie et la paix (RHDP, droite conservatrice et libérale) remporte 50 des 66 sièges élus, le tiers de sièges restant étant nommé par le président. |
| 25 mars       | Turkménistan       | Législatives      | Le Turkménistan demeure de facto un État à parti unique, classé comme l'un des États les moins démocratiques au monde. | Le Parti démocratique (autoritaire) conserve la majorité relative des sièges. Les autres reviennent à des élus sans étiquette ou bien à des membres de partis fantoches soumis au pouvoir. |
| 25 mars       | Cameroun           | Sénatoriales      | Scrutin indirect par les conseillers municipaux | Le Rassemblement démocratique du peuple camerounais du président Paul Biya remporte 63 des 70 sièges élus, le président nommant les trente autres. |
| 26 au 28 mars | Égypte             | Présidentielle    | Les candidats d'opposition renoncent à se présenter, sous pression, ou bien voient leur candidature rejetée par la commission électorale. Celle-ci n'approuve que deux candidatures : celle du président sortant, et celle d'un de ses proches.                          | Abdel Fattah al-Sissi (sans étiquette) est réélu avec 97,1 % des voix face à Moussa Mostafa Moussa (Parti el-Ghad : centriste, libéral, laïc). La participation ne s’élève toutefois qu'à 41,1 %. |
| 31 mars       | Sierra Leone       | Présidentielle    | 2d tour. | Alternance. Julius Maada Bio (Parti du peuple : centre à centre-gauche) est élu avec 52,6 % des voix face à Samura Kamara (Congrès de tout le peuple : centre-gauche à gauche). Samura Kamara conteste les résultats. |

### Avril
| Date      | Pays        | Élections      | Contexte | Résultats |
| --------- | ----------- | -------------- | --- | --- |
| 1er avril | Costa Rica  | Présidentielle | 2d tour. | Carlos Alvarado (Parti d'action citoyenne : centre-gauche, parti du président sortant Luis Guillermo Solís) est élu avec 60,7 % des voix, face à Fabricio Alvarado (Parti restauration nationale : droite évangéliste) avec 39,34 % des voix (sans lien de parenté). |
| 8 avril   | Hongrie     | Législatives   | | Avec une participation en hausse, la coalition du Fidesz (droite national-conservatrice, eurosceptique et populiste) et du Parti populaire démocrate-chrétien (droite national-conservatrice et chrétienne-démocrate) du Premier ministre sortant, Viktor Orbán, donnée grande favorite du scrutin, conserve la majorité absolue ainsi que la majorité qualifiée des deux tiers avec 134 sièges sur 199, tandis que les chefs des principaux partis d'opposition démissionnent. |
| 11 avril  | Azerbaïdjan | Présidentielle | L'Azerbaïdjan n'est généralement pas considérée comme une démocratie. Les candidats d'opposition ne peuvent faire campagne librement. | Le président en exercice Ilham Aliyev (Parti du nouvel Azerbaïdjan : centre-droit autoritaire, attrape-tout, laïc) est réélu dès le premier tour avec 86,0 % des voix face à sept autres candidats, avec un taux de participation de 74,3 %. Zahid Oruj (droite sans étiquette) arrive deuxième avec 3,1 % des suffrages. |
| 15 avril  | Guatemala   | Référendum     | La population doit se prononcer sur le recours à la Cour internationale de justice pour résoudre le différend frontalier l'opposant au Belize, conformément à un accord passé entre les deux pays fin 2008. Le Guatemala revendique une importante partie du Belize voisin, représentant plus de la moitié de son territoire. | La proposition est approuvée par 95,9 % des votants. La participation est néanmoins très faible avec 25,8 %. |
| 15 avril  | Monténégro  | Présidentielle | Le président sortant Filip Vujanović (Parti démocratique socialiste) ne peut se représenter, ayant exercé deux mandats. | Milo Đukanović (Parti démocratique socialiste : centre-gauche) est élu dès le premier tour avec 53,9 % des voix, face à six autres candidats. Mladen Bojanić (sans étiquette, soutenu par un ensemble de partis d'opposition allant du centre-gauche à la droite populiste) arrive en deuxième position avec 33,4 %. |
| 20 avril  | Bhoutan     | Sénatoriales   | Élection au suffrage universel direct. Il est interdit aux candidats à la chambre haute bhoutanaise d'être membres d'un parti politique. Seuls les diplômés peuvent se porter candidats. | Tous les élus sont sans étiquette partisane. Moins de la moitié des sortants qui se présentaient sont réélus. |
| 22 avril  | Paraguay    | Présidentielle | Le président sortant Horacio Cartes (Parti colorado) ne peut se représenter, ayant échoué à faire amender la constitution pour supprimer l'interdiction faite à tout président d'exercer deux mandats consécutifs. | Mario Abdo (Parti colorado : droite) est élu avec 46,5 % des voix face à neuf autres candidats, dont notamment Efraín Alegre (Parti libéral radical authentique : centre social-libéral) qui obtient 42,7 % des suffrages. |
| 22 avril  | Paraguay    | Parlementaires | | |

### Mai
| Date   | Pays           | Élections                  | Contexte | Résultats |
| ------ | -------------- | -------------------------- | --- | --- |
| 6 mai  | Liban          | Législatives               | Prévues à l'origine pour 2014, elles sont repoussées à 2017 par le Parlement lui-même en novembre de cette année-là à cause de la crise politique frappant le pays, puis à 2018 en juin 2017. | Parlement sans majorité. La milice musulmane Amal (conservatrice), le Hezbollah (islamiste chiite, djihadiste et terroriste, antisémite, proche des gouvernements syrien et iranien) et leurs alliés arrivent en tête avec un peu moins d'un tiers des sièges. Le Courant patriotique libre (centriste, libéral et dont les membres sont principalement chrétiens) et ses alliés sont deuxièmes avec moins d'un quart des sièges. Le parti Courant de l'avenir (centre-droit, libéral en économie, conservateur) du Premier ministre sortant Saad Hariri n'obtient qu'un siège sur cinq. Le « Pacte national » veut que le Premier ministre soit de confession sunnite. |
| 9 mai  | Malaisie       | Législatives               | | Alternance. Malgré un redécoupage des circonscriptions électorales à son profit, le Front national (droite conservatrice, libérale en économie), au pouvoir depuis l'indépendance du pays en 1957, est battu, affaibli par des affaires de corruption. L'Alliance de l'espoir (coalition de partis principalement de centre-gauche, progressistes et sociaux-libéraux) remporte de peu la majorité absolue des sièges. Mahathir Mohamad (Parti unifié indigène de Malaisie : centre-droit, membre de l'Alliance de l'espoir), ancien Premier ministre de 1981 à 2003 mais devenu l'un des principaux opposants au gouvernement de Najib Razak, devient Premier ministre, à l'âge de 92 ans. Il est attendu qu'il cède à terme le pouvoir à Anwar Ibrahim, chef de longue date de l'opposition mais rendu inéligible par sa condamnation, contestée, pour sodomie. Dès le 11 mai, Mahathir annonce que le roi Muhammad Faris Petra a donné son accord pour pardonner et libérer Anwar Ibrahim ; il réitère à cette occasion qu'il lui cédera le pouvoir « dans quelques années ». |
| 12 mai | Irak           | Législatives               | Initialement prévues pour septembre 2017, les élections sont reportées du fait de la Seconde guerre civile irakienne et de l'occupation du Nord du pays par l'État islamique. | Parlement sans majorité. L'Alliance des révolutionnaires pour la réforme, alliance du Mouvement sadriste (conservateur, chiite mais anti-sectaire) et du Parti communiste (marxiste, laïc), obtient la majorité relative avec moins d'un sixième des sièges. Il devance de peu l'Alliance Fatah (alliance de groupes islamistes chiites armés, dont le Kataeb Hezbollah). L'Alliance pour la victoire du Premier ministre sortant Haïder al-Abadi (droite chiite) n'arrive que troisième avec un siège sur sept. Les résultats du scrutin font l'objet de contestation, ce qui mène à un audit du scrutin. Le 6 juin, le Parlement sortant demande un recompte des voix, qui confirme la victoire de l'Alliance menée par les Sadristes. En octobre, Adel Abdel-Mehdi (sans étiquette mais issu du Conseil suprême islamique, centre-droit) est chargé par le nouveau président Barham Salih de former un gouvernement. |
| 12 mai | Timor oriental | Législatives               | Élections anticipées, le scrutin de 2017 n'ayant pas permis la formation d'un gouvernement stable. | Alternance. L'Alliance pour le changement et le progrès, qui rassemble le Congrès national de reconstruction timoraise (centre-gauche social-démocrate) et ses alliés, remporte de peu la majorité absolue des sièges. Le Front révolutionnaire pour l'indépendance (gauche), au pouvoir, obtient un tiers des sièges. Taur Matan Ruak devient premier ministre. |
| 13 mai | Slovénie       | Référendum                 | La population est amenée à revoter sur un projet de loi portant sur la construction d'une voie ferrée à la suite de l'annulation par la cour constitutionnelle du résultat du référendum d'initiative populaire organisé l'année précédente.                                                                                        | Le Non totalise 50,11 % des suffrages exprimés, mais seulement 7,43 % des inscrits, bien loin du quorum de 20 %. Le résultat est pas conséquent invalidé, et le projet de voie ferrée à nouveau confirmé. |
| 17 mai | Burundi        | Référendum constitutionnel | Le changement proposé porte sur le septennat et la permission d'un quatrième mandat pour le président de la République, ce qui permettrait à Pierre Nkurunziza de se représenter. L'opposition ayant appelé au boycott, le gouvernement institue par décret une peine de trois ans d'emprisonnement pour tout appel à ne pas voter. | Le Oui l'emporte avec 79,8 % des voix, pour une participation de 96,2 % des inscrits. |
| 20 mai | Venezuela      | Présidentielle             | Organisées en simultané des élections des conseils législatifs des États. Le pays connaît une grave crise économique, sanitaire et sécuritaire. La Table de l'unité démocratique (coalition de partis d'opposition allant du centre-gauche à la droite) boycotte le scrutin.                                                        | Le président Nicolás Maduro (Parti socialiste unifié : gauche) est réélu avec 67,7 % des voix face à deux candidats d'opposition, dont notamment Henri Falcón (Mouvement vers le socialisme : centre-gauche ; 21,2 %). Le taux de participation est de 46,1 %, bon nombre d'opposants au gouvernement ayant refusé de voter. |
| 24 mai | Barbade        | Législatives               | | Alternance. Le scrutin est une victoire écrasante pour le Parti travailliste (centre-gauche) qui remporte l'intégralité des sièges. C'est la première fois de l'histoire du pays qu'un parti obtient tous les sièges à l'Assemblée. Mia Mottley (travailliste) devient Première ministre, la première femme à occuper cette fonction. |
| 25 mai | Irlande        | Référendum constitutionnel | Les Irlandais sont amenés à se prononcer sur l'accès à l'avortement, interdit dans leur pays pour tout autre cas que les grossesses mettant en danger la vie de la mère. | 66,4 % des votants se prononcent pour la fin de cette interdiction dans la constitution. |
| 27 mai | Colombie       | Présidentielle             | 1er tour. | La Grande alliance pour la Colombie, coalition de droite, dirigée par Iván Duque Márquez, obtient le meilleur résultat avec 39,14 % des voix et sa place pour le 2d tour. la Liste de décence, coalition de gauche, dirigé par Gustavo Petro, accède également au 2d tour avec 25,08 %. La Coalition colombienne (centre gauche) de Sergio Fajardo (centre droit) réunit pour sa part 23,73 % et ce dernier appelle à voter blanc ou Petro, augurant d'un report des voix favorable à Duque. |

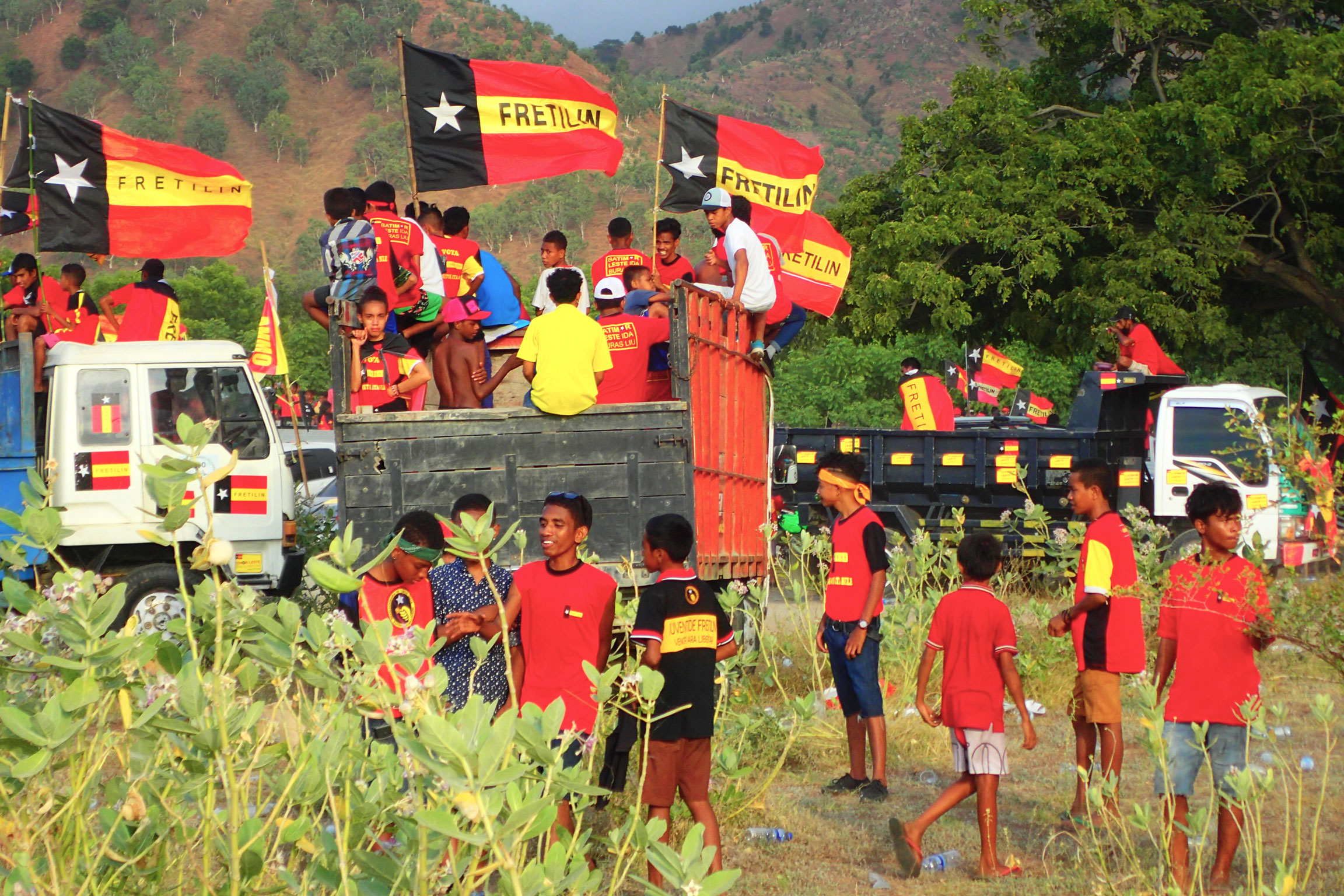
Campagne électorale du Front révolutionnaire pour l'indépendance (FREITLIN) lors des élections législatives est-timoraises en mai.
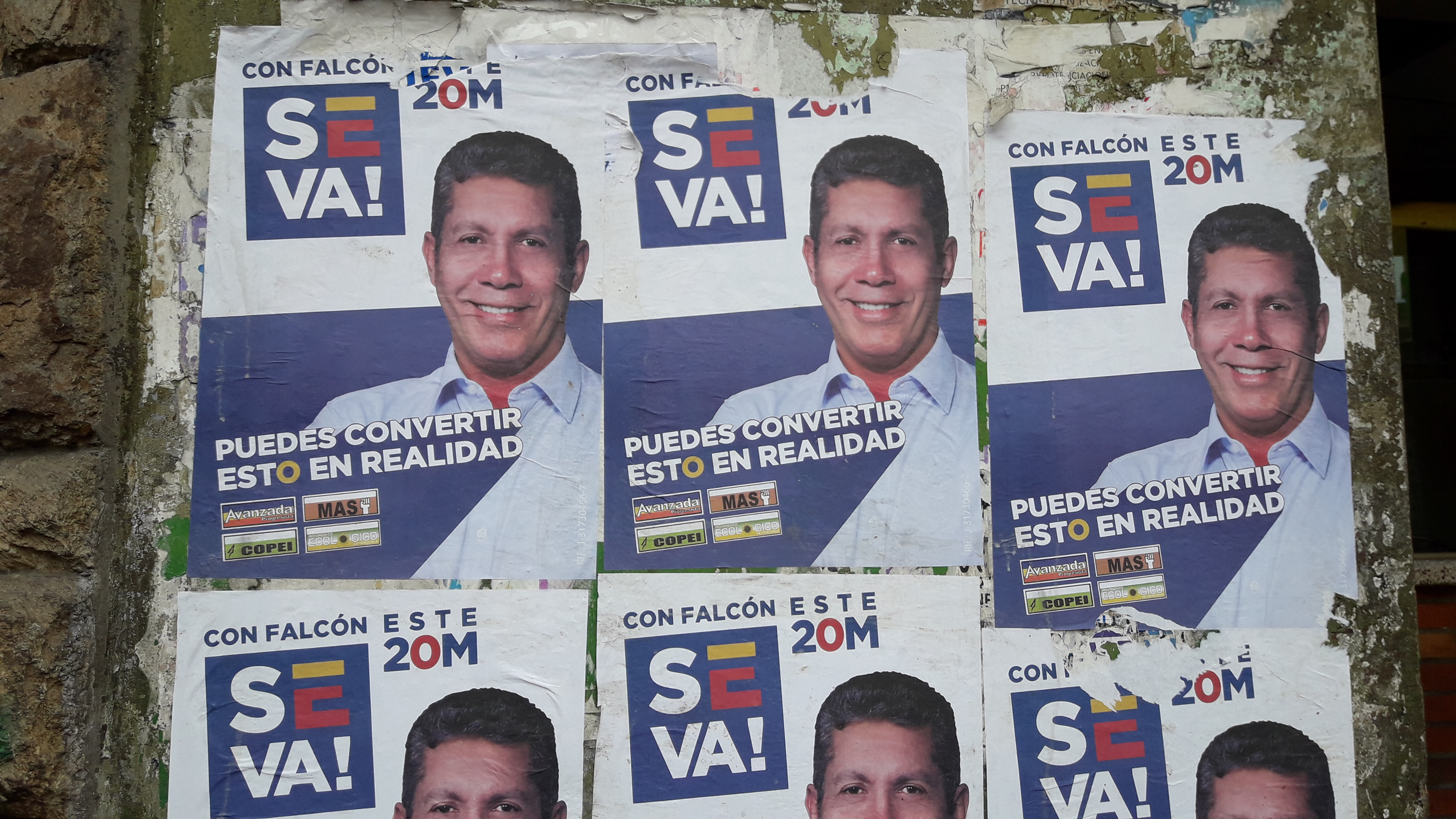
Affiches de campagne pour Henri Falcón, candidat à l'élection présidentielle vénézuélienne en mai.

### Juin
| Date    | Pays      | Élections      | Contexte | Résultats |
| ------- | --------- | -------------- | --- | --- |
| 3 juin  | Slovénie  | Législatives   | Élections anticipées. | Le scrutin proportionnel ne dégage pas de majorité claire mais le Parti démocratique (droite libéral-conservatrice, populiste mais pro-européenne) arrive en tête avec 25 % des voix et 25 sièges sur 90. Celui du Premier Ministre Miro Cerar, le Parti du centre moderne (centre-gauche social-libéral), essuie un net recul en perdant plus d'un deux tiers de ses sièges. La Liste de Marjan Šarec (centre-gauche social-libéral et populiste) et le parti La Gauche (Gauche radicale, éco-socialiste), nouvellement créés, font leur entrée au parlement, tandis que le Parti national (droite nationaliste, populiste) y retourne après dix années d'absence. Le nouveau gouvernement est formé le 13 septembre, à l'issue de négociations. Marjan Šarec devient Premier ministre, à la tête d'un gouvernement de coalition minoritaire regroupant cinq partis de centre-gauche, dont le Parti du centre moderne. |
| 10 juin | Suisse    | Référendums    | Deux référendums sont soumis à la votation. | L'Initiative populaire « Pour une monnaie à l'abri des crises : émission monétaire uniquement par la Banque nationale ! (Initiative Monnaie pleine) » est rejetée, la Loi sur les Jeux est maintenue. |
| 14 juin | Îles Cook | Législatives   | État en libre association avec la Nouvelle-Zélande. | Parlement sans majorité. Le Parti démocrate (centre-droit libéral, opposition) remporte de justesse la majorité relative des sièges. Mais sa dirigeante Tina Browne échoue à obtenir un siège de députée, et le parti ne parvient pas à former un gouvernement. Henry Puna (Parti des îles Cook : centriste, nationaliste) demeure finalement Premier ministre, formant un gouvernement de coalition avec l'unique député d'un petit parti tiers et avec deux députés sans étiquette. |
| 17 juin | Colombie  | Présidentielle | 2d tour. | Alternance. Iván Duque (Centre démocratique : droite populiste, libéral en économie), soutenu par une alliance de partis de droite et de centre-droit, l'emporte au second tour avec 54,0 % des suffrages. Son opposant Gustavo Petro (Mouvement progressiste : gauche), soutenu par une alliance de partis de gauche, en réunit 41,8 %, tandis que 4,2 % des votants choisissent de voter blanc, un vote officiellement reconnu dans le décompte des voix en Colombie. Le nouveau président Duque promet de remettre en question certains aspects de l'accord de paix avec les FARC. |
| 24 juin | Turquie   | Présidentielle | Anticipées. Passage du pays à un régime présidentiel après le référendum constitutionnel de 2017. La Turquie n'est généralement pas considérée comme une démocratie. Les candidats d'opposition (notamment du Parti démocratique des peuples) ne peuvent faire campagne librement,. | Le président Recep Erdoğan (Parti de la justice et du développement, AKP : droite national-conservatrice, islamique, populiste, libérale en économie ; allié au Parti d'action nationaliste : extrême-droite ultranationaliste) est réélu dès le premier tour avec 52,6 % des voix face à cinq autres candidats dont notamment Muharrem İnce (Parti républicain du peuple : centre-gauche kémaliste, social-démocrate, laïque et pro-européenne ; 30,6 %). |
| 24 juin | Turquie   | Législatives   | Anticipées. Passage du pays à un régime présidentiel après le référendum constitutionnel de 2017. La Turquie n'est généralement pas considérée comme une démocratie. Les candidats d'opposition (notamment du Parti démocratique des peuples) ne peuvent faire campagne librement,. | L'AKP perd de peu la majorité absolue des sièges qu'il détenait à lui seul à la Grande Assemblée nationale, mais dispose d'une majorité absolue grâce à son alliance avec le Parti d'action nationaliste. |

### Juillet
| Date        | Pays     | Élections                     | Contexte | Résultats |
| ----------- | -------- | ----------------------------- | --- | --- |
| 1er juillet | Mexique  | Présidentielle                | Le président Enrique Peña Nieto (Parti révolutionnaire institutionnel : centre-droit social-libéral à droite néolibérale) ne peut se représenter, la Constitution ne permettant au président de la République d'exercer qu'un seul mandat. Des élections locales (gouvernorales, municipales) ont lieu le même jour, portant à plus de 18 000 le nombre de mandats à pourvoir. La campagne est entachée de violences, avec une estimation d'« au moins 145 assassinats d’hommes politiques – dont quarante-huit candidats ou pré-candidats ».                                                                          | Alternance. Andrés Manuel López Obrador (Mouvement de régénération nationale : gauche) est élu président avec 49,6 % des voix, face à quatre autres candidats dont notamment Ricardo Anaya (Parti action nationale : droite ; 26,4 %) et José Antonio Meade (PRI ; 15,2 %). C'est la première fois depuis 1928 que la présidence n'est pas exercée par le PRI ou le PAN. |
| 1er juillet | Mexique  | Parlementaires                | Le président Enrique Peña Nieto (Parti révolutionnaire institutionnel : centre-droit social-libéral à droite néolibérale) ne peut se représenter, la Constitution ne permettant au président de la République d'exercer qu'un seul mandat. Des élections locales (gouvernorales, municipales) ont lieu le même jour, portant à plus de 18 000 le nombre de mandats à pourvoir. La campagne est entachée de violences, avec une estimation d'« au moins 145 assassinats d’hommes politiques – dont quarante-huit candidats ou pré-candidats ».                                                                          | Alternance également au Congrès. La coalition « Ensemble, nous ferons l'histoire » du nouveau président (Mouvement de régénération nationale et ses alliés) remporte la majorité absolue des sièges dans les deux chambres. |
| 25 juillet  | Pakistan | Législatives                  | Les multiples attentats durant la campagne électorale et le jour du scrutin, orchestrés par des mouvements islamistes, font au moins 352 morts. Par ailleurs, la Commission des droits de l'homme du Pakistan dénonce des tentatives de fraude électorale. | Parlement sans majorité. Alternance. Le parti d'opposition Mouvement du Pakistan pour la justice (centre-droit populiste) remporte la majorité relative des sièges. La plupart des autres partis dont celui au pouvoir rejettent néanmoins les résultats, accusant le mouvement et l'armée de fraudes électorales. Imran Khan (MPJ) devient Premier ministre, à la tête d'un gouvernement de coalition qui inclut entre autres une branche dissidente du Mouvement national uni et la Ligue musulmane du Pakistan (Q). |
| 29 juillet  | Cambodge | Législatives                  | Le Cambodge est un régime autoritaire. Le Parti du sauvetage national du Cambodge, le principal parti d'opposition, a été interdit fin 2017. Kem Sokha, chef de l'opposition parlementaire, a été arrêté et inculpé pour trahison en septembre 2017. Sam Rainsy, précédent chef de l'opposition, est interdit de retour au pays. La presse indépendante n'existe presque plus : le Cambodia Daily a été fermé en 2017, et le Phnom Penh Post a été vendu en mai 2018 à une entreprise proche du Premier ministre. | Selon les résultats définitifs, le Parti du peuple (attrape-tout, autoritaire, populiste) du dictateur Hu sen remporte tous les sièges. |
| 29 juillet  | Mali     | Présidentielle                | 1er tour | Ibrahim Boubacar Keïta – RPM et le leader de l’opposition Soumaïla Cissé – URD se qualifient pour le second tour avec respectivement 41,42 et 17,8 % des voix. La participation s'élève a 43,06 %. L'opposition dénonce de nombreuses irrégularités |
| 30 juillet  | Comores  | Référendum constitutionnel    | Le président Azali Assoumani, qui entend se représenter, propose de supprimer le système de rotation de la présidence entre les îles de l'archipel, qui l'en empêche. Les amendements constitutionnels soumis au référendum entérinent par ailleurs l'abolition de la Cour constitutionnelle, dont les prérogatives ont de fait déjà été transférées à la Cour suprême nommée par le président, et font de l'islam sunnite la religion d'État, la décrivant comme le fondement de l'identité nationale. En amont du scrutin, le président Assoumani affirme qu'il souhaiterait voir expulsés tous les chiites du pays. | Le oui l'emporte avec 92,34 %, pour une participation s'élevant à 62,71 %. Une élection présidentielle anticipée, promise par Assoumani, devrait par conséquent avoir lieu en 2019. |
| 30 juillet  | Zimbabwe | Parlementaires Présidentielle | Le dictateur Robert Mugabe, au pouvoir depuis 1980, a été contraint par l'armée de démissionner en novembre 2017, et remplacé par son ancien vice-président Emmerson Mnangagwa. Alors que le Zimbabwe n'est généralement pas considéré comme une démocratie, l'opposition étant soumise à des actes de violence et d'intimidation sous la présidence de Robert Mugabe, le président Mnangagwa promet un scrutin libre et démocratique. | Le parti ZANU-PF (centre-gauche conservateur et populiste), au pouvoir, conserve une large majorité des sièges à l'Assemblée nationale. Le président de la République sortant Emmerson Mnangagwa (ZANU-PF) est élu dès le premier tour avec 50,8 % des voix face à vingt-deux autres candidats, dont notamment Nelson Chamisa (Mouvement pour le changement démocratique : centre-gauche ; 44,3 %). La ZANU-PF remporte la majorité relative au sénat. Les observateurs de l'Union européenne constatent des élections plus libres que les précédentes, mais notent des cas d'intimidation d'électeurs. Le Mouvement pour le changement démocratique, principal parti d'opposition, ne reconnaît pas les résultats ; des heurts éclatent dans les rues de Harare, faisant six morts lorsque des soldats tirent sur les manifestants. Le 24 août la Cour constitutionnelle confirme à l’unanimité la victoire d'Emmerson Mnangagwa. |

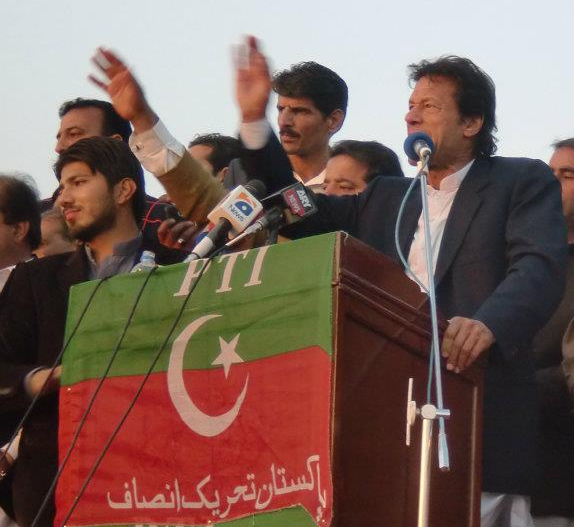
Imran Khan, chef du Mouvement du Pakistan pour la justice (centre-droit populiste), s'adresse à ses partisans durant la campagne électorale.

### Août
| Date    | Pays     | Élections      | Contexte | Résultats |
| ------- | -------- | -------------- | --- | --- |
| 12 août | Mali     | Présidentielle | 2d tour. | Le président Ibrahim Boubacar Keïta (Rassemblement pour le Mali : centre-gauche) est réélu avec 67,2 % des voix face à Soumaïla Cissé (Union pour la République et la démocratie : centre-gauche). Le taux de participation n'est toutefois que de 34,5 %. |
| 26 août | Colombie | Référendum     | La population est amenée à se prononcer sur sept questions d'origine populaire portant sur des mesures liées à la lutte contre la corruption. | Comme attendu, le oui l'emporte à une très large majorité pour l'ensemble des propositions selon les résultats préliminaires, les opposants ayant appelé à l'abstention afin de faire chuter la participation en deçà du quorum d'un tiers des votants. Devenu le véritable enjeu du scrutin, le taux de participation manque finalement de peu le quorum, avec en moyenne 31 % des inscrits ayant votés. Malgré les résultats positifs, aucun des projets de loi ne devrait ainsi être validé. |

### Septembre
| Date             | Pays       | Élections      | Contexte | Résultats |
| ---------------- | ---------- | -------------- | --- | --- |
| 1er septembre    | Mauritanie | Législatives   | Second tour des législatives le 15. | L'Union pour la République (centriste) accroît sa majorité absolue des sièges à l'Assemblée nationale. |
| 2 et 3 septembre | Rwanda     | Législatives   | Le Rwanda n'est généralement pas considéré comme une démocratie. Ni la presse ni les partis d'opposition ne peuvent opérer librement. | Le Front patriotique rwandais (autoritaire, populiste, attrape-tout) et ses alliés de coalition conservent la très grande majorité des sièges élus au suffrage universel avec 40 sièges sur 53, soit exactement la moitié du total de 80 sièges, un léger recul qui leur fait perdre leur majorité absolue à la chambre. Le Parti vert démocratique (centre-gauche écologiste et démocrate), seul parti d'opposition toléré, remporte deux sièges, faisant son entrée à l'Assemblée. |
| 4 septembre      | Pakistan   | Présidentielle | Scrutin indirect, élection par le Sénat, l'Assemblée nationale et les assemblées provinciales. Le rôle du chef de l'État est essentiellement honorifique, le pouvoir exécutif étant exercé par le Premier ministre. Le président Mamnoon Hussain (Ligue musulmane (N), centre-droit) ne se représente pas. | Alternance. Arif Alvi (Mouvement du Pakistan pour la justice : centre-droit populiste, parti du nouveau Premier ministre Imran Khan) remporte l'élection avec 53,2 % des voies devant deux autres candidats. |
| 9 septembre      | Suède      | Législatives   | | Élections législatives : Parlement sans majorité. Le gouvernement de coalition minoritaire sortant, composé des Sociaux-démocrates (centre-gauche) et des Verts (centre-gauche écologiste) recule, obtenant un tiers des sièges. Avec l'appui du Parti de gauche, qui lui offrait un soutien sans participation dans la législature sortante, il demeure néanmoins le principal bloc au Parlement, avec 42 % des sièges. L'Alliance, le bloc des partis d'opposition de centre-droit, progresse très légèrement et talonne le bloc de gauche, ne terminant qu'un siège derrière. Le parti Démocrates de Suède (extrême-droite) progresse, mais moins que ne le laissait supposer les sondages, obtenant 17,8 % des voix et des sièges. Stefan Löfven est réélu premier ministre. |
| 15 septembre     | Bhoutan    | Législatives   | Premier tour. | À la surprise générale, le scrutin voit la défaite dès le premier tour du Parti démocratique populaire du Premier ministre Tshering Tobgay. Le parti Druk Nyamrup Tshogpa arrive en tête et se qualifie pour la première fois pour le ballottage, qui l'oppose au Parti vertueux du Bhoutan, au pouvoir de 2008 à 2013. |
| 21 septembre     | Eswatini   | Législatives   | Le Swaziland est une monarchie absolue. Les pouvoirs du parlement sont très restreints. L'opposition ne peut pas fonctionner librement. | Le Premier ministre et prince Barnabas Sibusiso Dlamini étant mort le 28 septembre, le roi Mswati III nomme à sa succession l'homme d'affaires Ambrose Dlamini, également membre de la famille royale mais n'ayant aucune expérience politique. |
| 23 septembre     | Suisse     | Référendums    | Trois référendums sont soumis à la votation. | Le référendum sur les "Voies cyclables" est approuvé a 73,6 %. Le référendum sur les "Aliments équitables" et la "Souveraineté alimentaire" sont refusés avec respectivement 61,3 % et 68,4 % de Non. |
| 23 septembre     | Maldives   | Présidentielle | Tour unique, car il n'y a que deux candidats. Le gouvernement du président Abdulla Yameen est accusé d'autoritarisme et de multiples violations des droits de l'homme. Les médias indépendants sont réprimés, et la commission électorale est présidée par un membre du parti au pouvoir.                  | Alternance. Le candidat d'opposition Ibrahim Mohamed Solih (Parti démocrate : centriste, laïc) remporte l'élection avec 58,3 % des voix face au président sortant Abdulla Yameen (Parti progressiste : droite islamiste, autoritaire), qui reconnaît sa défaite. |
| 30 septembre     | Macédoine  | Référendum     | Le référendum, consultatif, porte sur l'accord conclu avec la Grèce sur un changement du nom du pays en Macédoine du Nord. | Le changement est approuvé par 94,2 % des votants, mais avec un taux de participation de seulement 36,6 %. Le Premier ministre Zoran Zaev considère que la proposition est acceptée par les citoyens, tandis que l'opposition estime que le faible taux de participation signifie un résultat inverse. |

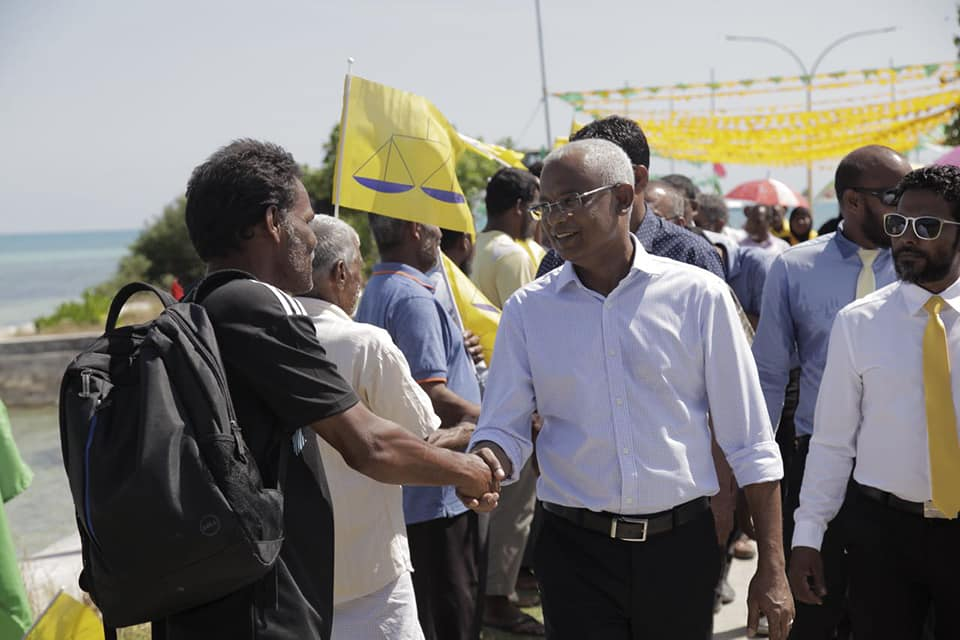
Ibrahim Solih, le candidat d'opposition, en campagne à Malé pour l'élection présidentielle maldivienne.

### Octobre
| Date             | Pays                 | Élections                   | Contexte | Résultats |
| ---------------- | -------------------- | --------------------------- | --- | --- |
| 2 octobre        | Irak                 | Présidentielle              | Élection au scrutin indirect par le Conseil des représentants, la chambre basse du parlement. Le poste est largement honorifique. Les deux tours du scrutin se déroulent le même jour. | L'Union patriotique du Kurdistan (centre-gauche, favorable à l'indépendantisme kurde) conserve la présidence, en la personne cette fois de Barham Salih. Il est élu avec 90,9 % des voix au second tour face à Fouad Hussein (Parti démocratique du Kurdistan : droite conservatrice et populiste). Il charge Adel Abdel-Mehdi de former un gouvernement. |
| 5 et 6 octobre   | Tchéquie             | Sénatoriales                | 1er tour. Renouvellement d'un tiers du Sénat au scrutin direct. | - |
| 6 octobre        | Gabon                | Législatives                | Reportées à plusieurs reprises depuis 2016. 1er tour. | - |
| 6 octobre        | Lettonie             | Législatives                | | Parlement sans majorité. Le Parti social-démocrate « Harmonie » (centre-gauche, conservateur, attrape-tout, pro-russe) conserve sa majorité relative, avec un peu moins d'un quart des sièges. Deux nouveaux partis, Qui contrôle l'État ? (centre-droit, conservatisme fiscal, eurosceptique) et le Nouveau parti conservateur (droite pro-européenne), terminent conjointement à la deuxième place avec chacun un sixième des sièges. Après quatre mois de négociations, une nouvelle coalition pentapartite de droite réunissant les partis Nouvelle unité, Développement/Pour !, Qui possède l'État ?, le Nouveau Parti conservateur et Alliance nationale forme un nouveau gouvernement. Arturs Krišjānis Kariņš, ancien ministre de l'économie et dirigeant de Nouvelle unité, devient Premier Ministre.                                               |
| 6 et 7 octobre   | Roumanie             | Référendum constitutionnel  | Référendum d'origine populaire portant sur une définition strictement hétérosexuelle du mariage dans la constitution, barrant la route à une possible légalisation du mariage homosexuel. | Malgré un résultat positif à plus de 90 %, le taux de participation de seulement 20,4 %, bien en deçà du quorum de 30 % exigé, fait du référendum un échec. |
| 7 octobre        | Brésil               | Présidentielle              | 1er tour de la présidentielle. Le président sortant Michel Temer (Mouvement démocratique, centre-droit social-libéral et conservateur), très impopulaire, ne se présente pas. | Jair Bolsonaro (Parti social-libéral) et Fernando Haddad (Parti des travailleurs) sont qualifiés pour le second tour de l'élection présidentielle, avec respectivement 46,0 % et 29,3 % des voix. |
| 7 octobre        | Brésil               | Parlementaires              | Tour unique des législatives | Congrès sans majorité. Le Parti des travailleurs (centre-gauche) conserve une majorité relative affaiblie à la Chambre des députés avec un peu plus d'un dixième des sièges. Le Parti social-liberal (droite à extrême-droite, populiste, conservateur, néolibéral), qui ne disposait précédemment que d'un seul siège, talonne le Parti des travailleurs. Dans un Sénat très divisé, le Parti de la social-démocratie (centre-droit), le Mouvement démocratique, les Démocrates (droite libertarienne) et le Parti démocratique travailliste (centre-gauche) sont les principaux partis, avec environ un dixième des sièges chacun ; le Parti des travailleurs subit un net recul. |
| 7 octobre        | Bosnie-Herzégovine   | Présidentielle Législatives | La présidence est tripartite, selon des critères ethniques. | Šefik Džaferović (Parti d'action démocratique (centre-droit conservateur, musulman-démocrate) est élu au siège bosniaque de la présidence, avec 37,9 % des suffrages de cette communauté. Dragan Čović (Union démocratique croate de Bosnie-et-Herzégovine : droite conservatrice et chrétienne-démocrate, nationalisme ethnique), président sortant pour la communauté croate, est battu ; avec 38,7 % des voix, il est devancé par Željko Komšić (Front démocrate : centre-gauche social-démocrate et pro-européen, nationalisme civique ; 49,5 %). Le président sortant pour la communauté serbe, Mladen Ivanić (Parti du progrès démocratique : centre-droit national-conservateur) est également battu : avec 42,0 % des voix, il cède son siège à Milorad Dodik (Alliance des sociaux-démocrates indépendants : droite ethnique séparatiste ; 55,2 %). |
| 7 octobre        | Cameroun             | Présidentielle              | Âgé de 85 ans, le président Paul Biya, au pouvoir depuis 1975, est candidat à sa réélection. Le Cameroun est un régime autoritaire. | Le président Paul Biya (Rassemblement démocratique du peuple : attrape-tout) est réélu pour un huitième mandat, avec 71,1 % des voix. |
| 7 octobre        | Sao Tomé-et-Principe | Législatives                | | Parlement sans majorité. Le parti Action démocratique indépendante (centre droit) perd sa majorité absolue des sièges, mais conserve de justesse la majorité relative, talonné par le Mouvement pour la libération de Sao Tomé-et-Principe – Parti social-démocrate (gauche). |
| 12 et 13 octobre | Tchéquie             | Sénatoriales                | 2e tour | Victoire pour le Parti démocratique civique (+7 sièges; national-conservateur eurosceptique), Maires et Indépendants (+10 sièges ; europhile) et Sénateur 21 (+6 sièges). Défaite pour le Premier ministre Andrej Babiš, son parti ANO 2011 (libéralisme populisme) garde ces sièges mais ses alliés le Parti social-démocrate tchèque (Social-démocrate) perdent quasiment la moitié de ses sièges et le Parti communiste de Bohême et Moravie (communiste eurosceptique) perd son unique siège. |
| 14 octobre       | Luxembourg           | Législatives                | | Parlement sans majorité. Le Parti populaire chrétien-social (centre-droit chrétien-démocrate) conserve une majorité relative amoindrie avec un tiers des sièges. Xavier Bettel est réélu premier ministre. |
| 18 octobre       | Bhoutan              | Législatives                | Second tour. Seuls les deux partis en tête au premier tour étant qualifiés pour le second tour, le Parti démocratique populaire (centre-gauche, progressiste et libéral), au pouvoir, est éliminé et perd tous ses sièges. | Alternance. Le Parti de l'unité du Bhoutan (centre-gauche) remporte près des deux tiers des sièges face au Parti vertueux (centre-droit conservateur). Lotay Tshering devient Premier ministre. |
| 20 et 21 octobre | Afghanistan          | Législatives                | Reportées depuis 2015. Les élections se déroulent dans un contexte de très forte insécurité, marqué par des attentats visant à perturber leur déroulement. L'organisation terroriste État islamique assassine ainsi plus de cinquante personnes à un centre d'enregistrement d'électeurs plusieurs mois avant le scrutin, et les talibans contrôlent une partie du territoire. | En attente des résultats. |
| 25 octobre       | Éthiopie             | Présidentielle              | Anticipée d'un an à la suite de la démission de Mulatu Teshome. Scrutin indirect par le parlement. | Sahle-Work Zewde (diplomate, sans étiquette) est élue à l'unanimité et devient la première femme présidente du pays, un rôle essentiellement honorifique. |
| 26 octobre       | Irlande              | Présidentielle              | Le président de la République a un rôle essentiellement honorifique, le pouvoir exécutif étant exercé par le Premier ministre. | Le président Michael D. Higgins (sans étiquette mais issu du Parti travailliste : centre-gauche) est réélu dès le premier décompte face à cinq autres candidats. Il obtient 55,8 % des premiers choix, suivi par les indépendants Peter Casey (23,3 %), qui confirme sa montée à la suite de ses propos hostiles aux Roms et aux aides sociales, et Seán Gallagher (6,4 %), arrivé second à la présidentielle précédente. Ce dernier se positionne de quelques centaines de voix devant la candidate du Sinn Féin (gauche eurosceptique favorable à l'unification de l'Irlande) Liadh Ní Riada, dont le résultat est interprété comme une vive défaite pour son parti. |
| 26 octobre       | Irlande              | Référendum constitutionnel  | Référendum constitutionnel sur la suppression du délit de blasphème. | Les citoyens se prononcent par ailleurs à 64,9 % pour abroger le délit de blasphème en le retirant de la Constitution. |
| 27 octobre       | Gabon                | Législatives                | 2d tour. Le découpage du pays en circonscriptions électorales très déséquilibrées est à l'avantage du parti au pouvoir. | Le Parti démocratique (centre-droit), du président Ali Bongo, recule mais conserve la majorité des deux-tiers au Parlement. |
| 28 octobre       | Brésil               | Présidentielle              | 2d tour | Alternance. Jair Bolsonaro (Parti social-libéral : extrême-droite populiste, autoritaire et néolibérale) est élu avec 55,13 % des voix face à Fernando Haddad (Parti des travailleurs : centre-gauche). |
| 28 octobre       | Géorgie              | Présidentielle              | Dernière présidentielle au scrutin direct à la suite d'un changement constitutionnel. | Salomé Zourabichvili, diplomate franco-géorgienne soutenue par le parti Rêve géorgien au pouvoir, et Grigol Vachadze du Mouvement national uni se retrouvent en ballotage à l'issue du premier tour. |

### Novembre
| Date        | Pays               | Élections                  | Contexte | Résultats |
| ----------- | ------------------ | -------------------------- | --- | --- |
| 6 novembre  | Antigua-et-Barbuda | Référendum constitutionnel | Organisé simultanément par les gouvernements des deux pays, ces référendums proposent le remplacement du Comité judiciaire du conseil privé par la cour caribéenne de justice en tant qu'ultime cour d'appel.                                                                                                 | Avec un taux de participation de seulement 33,6 %, la proposition est rejetée par 52,0 % des votants. |
| 6 novembre  | Grenade            | Référendum constitutionnel | Organisé simultanément par les gouvernements des deux pays, ces référendums proposent le remplacement du Comité judiciaire du conseil privé par la cour caribéenne de justice en tant qu'ultime cour d'appel.                                                                                                 | Avec un taux de participation de seulement 27,8 %, la proposition est rejetée par 55,2 % des votants. |
| 6 novembre  | États-Unis         | Législatives Sénatoriales  | Ce sont les élections de mi-mandat aux États-Unis. Elles sont toujours importantes pour le Président des États-Unis car il peut perdre la majorité au Sénat ou à la Chambre des représentants pour la deuxième partie de son mandat.                                                                          | Alternance. D'après les estimations, le Parti démocrate (centre-gauche social-libéral, progressiste) remporterait la majorité absolue des sièges à la Chambre des représentants, y privant le président Donald Trump (Parti républicain : droite conservatrice, libérale en économie) de sa majorité. Les républicains conservent toutefois leur majorité absolue au Sénat. |
| 7 novembre  | Madagascar         | Présidentielle             | Organisée de manière anticipée par la Cour suprême. 1er tour. | - |
| 14 novembre | Fidji              | Législatives               | | Le parti Fidji d'abord (centriste, social-libéral) recule mais conserve la majorité absolue des sièges. Frank Bainimarama demeure Premier ministre. |
| 24 novembre | Taïwan             | Référendum                 | Référendum d'origine populaire à question multiples. Premier référendum populaire depuis une récente réforme de la procédure. Plusieurs questions sont soumises au vote sur des sujets ayant trait à la transition énergétique, à l'utilisation du nom du pays à l'international ainsi qu'aux questions LGBT. | Victoire du Kuomintang avec 48,79 % |
| 24 novembre | Bahreïn            | Législatives               | 1er tour. Les principaux mouvements d'opposition ont été interdits à la suite du soulèvement bahreïni de 2011. Les appels à l'abstention, lancés par l'opposition, sont réprimés. | - |
| 25 novembre | Liechtenstein      | Référendum                 | Référendum sur le financement d'une compétition de ski de fond. | La population rejette le projet de financement à une large majorité, près de 60 % ayant voté contre. |
| 25 novembre | Suisse             | Référendums                | Trois référendums devraient être soumis à la votation. | |
| 28 novembre | Géorgie            | Présidentielle             | 2d tour | Salomé Zourabichvili, diplomate franco-géorgienne soutenue par le parti Rêve géorgien (attrape-tout, populiste, pro-européen) au pouvoir, est élue avec 59,5 % des voix face à Grigol Vachadze (Mouvement national uni : centre-droit populiste, pro-européen). Elle devient ainsi la première femme élue à la présidence en Géorgie.                                       |

### Décembre
| Date         | Pays                             | Élections                  | Contexte | Résultats |
| ------------ | -------------------------------- | -------------------------- | --- | --- |
| 1er décembre | Bahreïn                          | Législatives               | Second tour. Les principaux mouvements d'opposition ont été interdits à la suite du soulèvement bahreïni de 2011. Les appels à l'abstention, lancés par l'opposition, sont réprimés. | Au premier tour, 2 sièges sont remportés par le parti démocratique progressiste et 2 autres par Al Asalah, tandis que 5 autres sont remportés par des candidats indépendants. Pas de données publiées à ce jour contenant les résultats par faction des 31 sièges du second tour. |
| 9 décembre   | Arménie                          | Législatives               | Élections anticipées, la « révolution arménienne de 2018 » ayant provoqué la chute du Premier ministre Serge Sarkissian en avril. | Alternance. L'Alliance « Mon pas », issue de la révolte et rassemblant le parti Contrat civil (centriste, libéral) et le Parti de la mission (libéral), remporte très exactement les deux tiers des sièges. Son dirigeant Nikol Pachinian, nommé Premier ministre en mai, demeure à la tête du gouvernement. Le Parti républicain (droite, attrape-tout), au pouvoir avant la révolte, perd tous ses sièges. Le 14 janvier 2019, Nikol Pachinian est de nouveau nommé Premier ministre. La plupart des ministres sont reconduits a leurs postes. |
| 9 décembre   | Pérou                            | Référendum constitutionnel | Référendum constitutionnel portant sur le retour au bicaméralisme, la limitation du nombre de mandats des élus ainsi que du financement des campagnes électorales, et une réforme du conseil national de la magistrature, dans un contexte de lutte contre la corruption menée par le président Martín Vizcarra. | La population approuve à une très large majorité les trois premières propositions, tandis que celle du bicamérisme, qui avait été profondément modifiée par le congrès dans le sens d'une diminution des pouvoirs présidentiels, entraînant le retrait du soutien de Vizcarra au projet, est rejetée à une tout aussi large majorité. Martín Vizcarra sort ainsi renforcé du scrutin au détriment du parlement, ce dernier faisant les frais de son discrédit auprès des Péruviens.                                                              |
| 19 décembre  | Madagascar                       | Présidentielle             | 2d tour. Le président sortant Hery Rajaonarimampianina (Nouvelles forces pour Madagascar : conservateur) a été éliminé au premier tour. | Alternance. Andry Rajoelina (Jeunes malgaches déterminés, TGV), précédemment président de 2009 à 2014 à la suite d'un coup d'État, est élu avec 55,3 % des voix face à Marc Ravalomanana (J'aime Madagascar), président de 2002 à 2009. |
| 20 décembre  | Togo                             | Législatives               | Initialement prévues en juillet. La principale coalition d'opposition refuse de présenter de candidats au scrutin, et prend part à de larges manifestations contre le gouvernement, durant lesquelles plusieurs personnes sont tuées.                                                                            | L'Union pour la République (conservatrice, autoritaire) conserve la majorité absolue des sièges. |
| 29 décembre  | Algérie                          | Sénatoriales               | Scrutin indirect. Renouvellement d'un tiers des sénateurs. | Victoire du FLN au pouvoir. |
| 30 décembre  | République démocratique du Congo | Présidentielle             | Prévues initialement pour fin 2016, elles sont reportées à trois reprises. Le président sortant Joseph Kabila (PPRD) n'est pas autorisé à briguer un troisième mandat. | Alternance à la présidence de la République. Pour la première fois de l'histoire du pays, un candidat d'opposition, Félix Tshisekedi (Union pour la démocratie et le progrès social : centre-gauche), est déclaré élu président. Il recueille 38,6 % des voix. Le candidat du gouvernement sortant, Emmanuel Shadary (Parti du peuple pour la reconstruction et la démocratie, PPRD : centre-gauche), est troisième avec 23,8 % des voix. |
| 30 décembre  | République démocratique du Congo | Législatives               | Prévues initialement pour fin 2016, elles sont reportées à trois reprises. Le président sortant Joseph Kabila (PPRD) n'est pas autorisé à briguer un troisième mandat. | Le PPRD demeure en tête aux élections législatives, remportant environ un dixième des sièges. La coalition qu'il dirige conserve la majorité absolue des sièges. L'UDPS et son allié l'Union pour la nation congolaise (centre-gauche) remportent ensemble moins d'un dixième des sièges. Le nouveau président ne dispose ainsi pas de majorité parlementaire. |
| 30 décembre  | Bangladesh                       | Législatives               | Les élections se déroulent dans un climat d'intimidation, avec de forts soupçons de fraudes. Au moins dix-sept personnes sont tuées lors de conflits entre partisans du gouvernement et de l'opposition. | La ligue Awami (centre-gauche, autoritaire) conserve sa très large majorité des sièges. L'opposition estime illégitimes les résultats. |

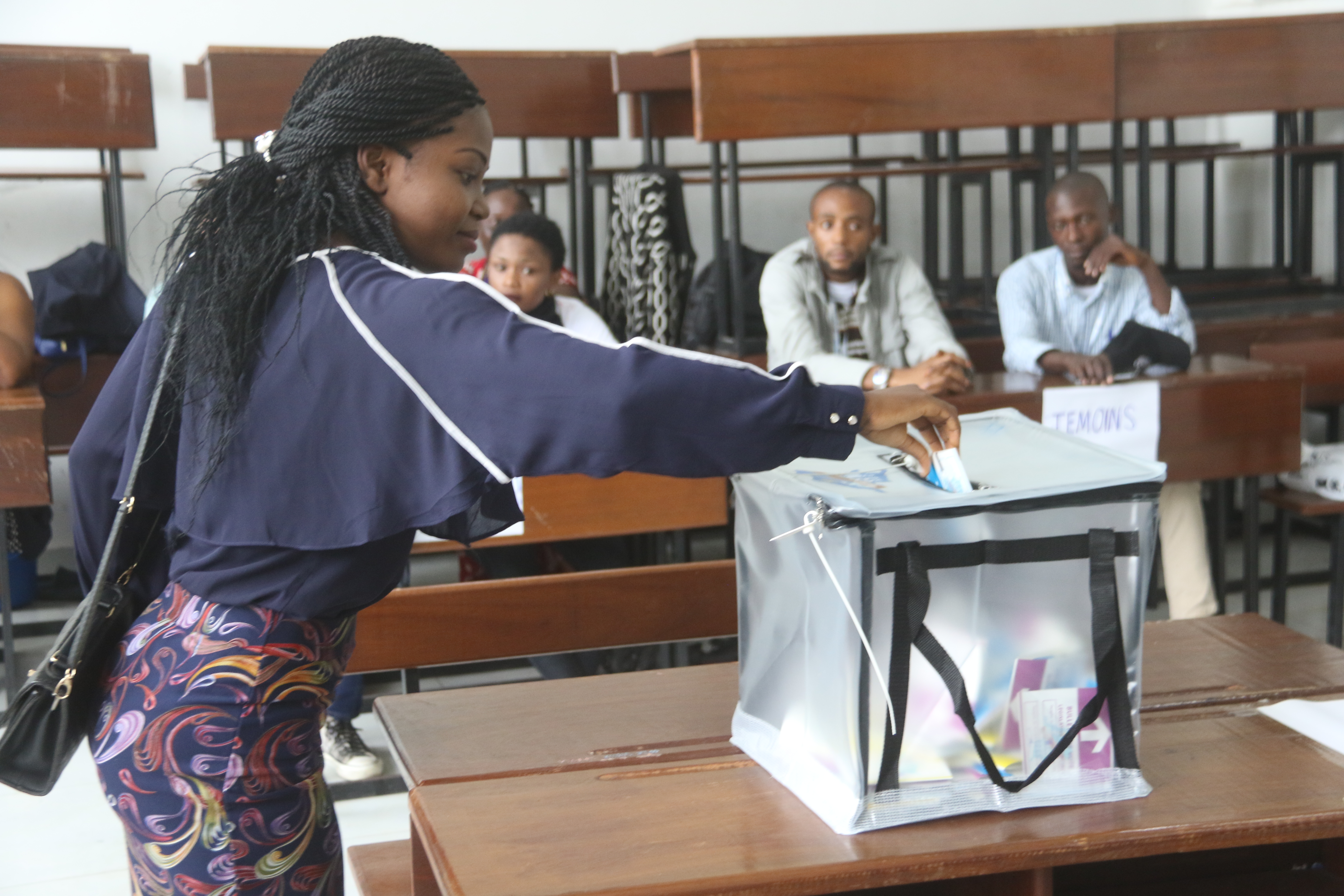
Citoyenne congolaise votant à Kinshasa lors de l'élection présidentielle et législative de décembre.